# Quijingue
Quijingue é um município brasileiro no interior do estado da Bahia, localizado na Região Nordeste do país. Com uma área de aproximadamente 1.380,798 km², o município integra a microrregião de Euclides da Cunha.
Em 1984, o município também atraiu olhares da comunidade científica devido à queda de um meteorito de 59 kg na Fazenda Lagoa do Braz em 1984. Considerado um verdadeiro patrimônio, atualmente uma fatia do aerólito está localizada no Museu Geológico da Bahia e outras instituições nacionais e internacionais, sendo o único exemplar do tipo Palasito encontrado no Brasil. Além disso, em 2009, houve o primeiro registro fóssil do município pelo Grupo de Estudos Paleovertebrados (GEP).

## Etimologia
Há duas versões sobre a origem do nome Quijingue. Alguns afirmam que vem de um termo indígena que significa “mata fechada”, enquanto Ramos (2008, p. 400) afirma que vem de um tambor africano, usado nas danças de batuque.

## História
A colonização da região do município não aparenta ser diferente do restante do Território do Sisal, tendo ocorrido nos séculos XVII e XVIII, por meio da pecuária.
A cidade de Quijingue começou como uma povoação denominada Lagoa Grande nas últimas décadas do século XIX, em torno da fazenda de mesmo nome, de propriedade de Gregório José de Almeida. A área ganhou um grande fluxo de pessoas devido a festa de São João, atraindo os moradores locais e dos arredores, permitindo o crescimento da localidade.
Em 1890, com a passagem de Antônio Conselheiro, o povoado de Lagoa Grande passou a chamar-se Triunfo. Em 1893, ocorreu o primeiro confronto entre Conselheiro e seus apoiadores, fugindo das polícia, e as forças estaduais, no povoado de Maceté.
Através da Lei Municipal nº 11, de 30 de abril de 1917, Triunfo se tornou um distrito do município de Tucano, sendo rebatizado para Quijingue, nome dado originalmente ao rio que banha a cidade, por meio do Decreto Estadual nº 12.978, de 1º de junho de 1944. Posteriormente, Quijingue foi elevada à categoria de município por meio de Lei Estadual n° 1640, de 15 de março de 1962.
Por meio da Lei estadual nº 4040, de 14 de maio de 1982, o povoado de Algodões, pertencente a Quijingue, foi elevado à categoria de distrito, dentro do mesmo município.

## Geografia
O município de Quijingue está localizado no Território do Sisal, no nordeste do estado da Bahia, a 333 km de sua capital, Salvador. De clima semiárido e vegetação Caatinga, seu território está integralmente inserido no Polígono das Secas. Seu relevo possui tabuleiros, vales, encostas, morros e serras cortados por rios, riachos e córregos que integram a bacia hidrográfica do rio Itapicuru. Geologicamente, o município está situado no Cráton do São Francisco, com rochas compostas principalmente de anfíbola hornblenda do Complexo Santa Luz com idades entre 2,954 e 3,152 bilhões de anos, ressaltando a importância da área como um testemunho da formação dos primeiros continentes do planeta.

## Demografia
Em 2022, a população de Quijingue, segundo o censo, era de 25 272 habitantes.

## Economia
A agricultura familiar é a principal fonte de renda da região. A produção é voltada à agricultura de subsistência, à criação de pequenos animais como cabras, ovelhas e galinhas, apicultura e ao cultivo da pasta e palma, para alimentar os animais nas épocas de seca, entre outras. Em períodos mais chuvosos, há uma variedade maior de culturas como feijão e milho. Mesmo em períodos curtos, a chuva, possibilita também a produção de frutas como o caju, a manga e a pinha, além do extrativismo do umbu e do licuri.

## Infraestrutura
Ao todo, o município tem 43 estabelecimentos de ensino fundamental e 2 de nível médio. 

## Localidades e povoados
Quijingue é um município com 1 distrito e diversas localidades e povoados. Abaixo, alguns deles:
- Algodões (sede do distrito). O nome do povoado, que é sede do distrito de mesmo nome, é devido a uma plantação de algodão na casa de um antigo morador. Sua principal atividade econômica é o cultivo de cereais (feijão e milho), através da agricultura familiar. Dentre os festejos regionais, destaca-se a festa do seu santo padroeiro São Sebastião, que acontece sempre de 11 a 20 de janeiro, sendo o dia 20 o dia principal da festa religiosa, dia de São Sebastião. A festa profana acontece no próximo final de semana após a festa religiosa, e apesar de ser um distrito pequeno, já recebeu cantores e bandas como Calcinha Preta, Bonde do Brasil, Caviar com Rapadura, Edcity, Adelmo Casé, Samyra Show, Arreio de Ouro, Desejo de Menina, Igor Kannário, Psirico, Devinho Novais, Gatinha Manhosa e Tayrone.

Além desse, há outros povoados:
- Boa Vista Meio
- Boa Vista do Zézé
- Capim Grosso
- Capoeira
- Claricé
- Jurema
- Lagoa da Barra
- Lagoa da Caraíba
- Lagoa da Ema
- Lagoa do Fechado
- Lagoa do Garrote
- Lagoa do Junco
- Lagoa do Olímpio
- Lagoinha das Pedras
- Lagoinha dos Cágados
- Lavarinto
- Maceté
- Malhadinha
- Ouricuri
- Poço da Pedra
- Poço Dantas
- Poço Novo
- Rio Grande
- Sitio Salgado
- Salgadinho
- Sobara
- Serra Branca
- Serrote do Meio
- Tanque do Rumo
- Terra Branca
- Lagoa da Pedra
- Renascer
- Tabua (local de nascimento do Luva de Pedreiro)[23]
- Serrinha da Reforma Agrária
- Lagoa do Cru
- Lagoa do Mato
- Casabu
- Aroeira
- Rio Vermelho
- Queimada dos Crentes
- Tatu
- Lagoa do Capim Grosso
- Pascoal
- Zé do Beto
- Lagoinha das Pedras
- Riacho do Claricé
- Poço da Pedra
- Quijingue Velho
- Muriçoca
- Lagoa do Junco
- Serrinha dos Crentes
- Boqueirão
- Ouricuri
- Baraúnas
- Araticum
- Pedrento
- Baixa da Luva
- Sítio
- Alto
- Monte Cruzeiro
- Lagoa do Ouricuri
- Poço do Cavalo
- Pedra D’água
- Lagoa da Caraíba
- Malhadinha
- Santa Rita
- Lagoa Vermelha
- Lagoa Grande
- Saco do Cedro
- Inveja

## Quijinguenses notáveis
Em 2022, a cidade ganhou atenção nas redes sociais devido à popularidade do influenciador Iran de Santana Neves, mais conhecido como Luvas de Pedreiro, natural do povoado de Tabua, em Quijingue.
- Luva de Pedreiro, influenciador

- José Bezerra Neto, político
- Zé de Loura, musico